# Kirat Čuli
Kirat Čuli (též nazývaná Kirat Chuli a Tent Peak) je hora v Himálaji vysoká 7365 m n. m. na hranici mezi Nepálem a Indií.

## Prvovýstup
První výstup na vrchol provedli Ernst Grob, Herbert Paidar a Ludwig Schmaderer v roce 1939.